# 白頭山密営

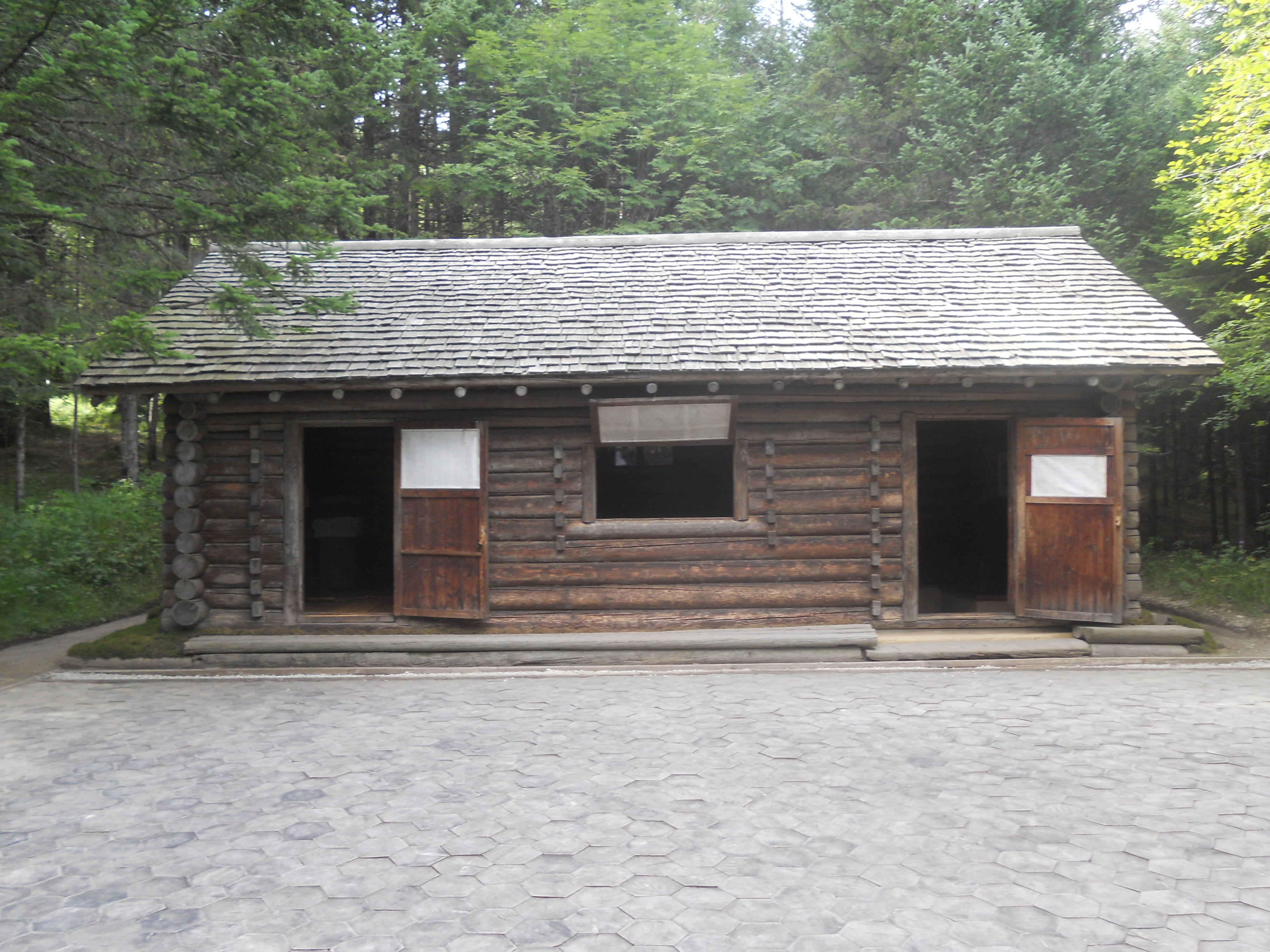
白頭山密営 故郷の家

白頭山密営（朝鮮語: 백두산밀영）は、朝鮮民主主義人民共和国（北朝鮮）が同国第2代最高指導者の金正日の「生誕地」と主張している史跡。説話のなかで朝鮮民族の始祖とされている檀君も白頭山で生まれたとされている。
所在地は両江道三池淵市白頭山密営洞。

## 概要
北朝鮮の主張によると、白頭山密営は初代最高指導者である金日成と妻の金正淑が中心になって率いた朝鮮人民革命軍の根拠地の一つとされ、1942年2月16日に金正日がこの密営の中にある丸太小屋（故郷の家）で誕生したとされている。しかし、実際に金正日が誕生したのは1941年2月16日で、生誕地も白頭山密営ではなく、ソビエト極東のハバロフスク近郊で生まれたという説が主流となっており、ソビエト側の資料からも確認されている。
1974年、金正日が金日成の後継者に決まると、金日成は白頭山をたずね、風光明媚な箇所を選んで、そこが金正日の生まれた白頭山密営の跡地だと語り、背後の山を「正日峰」（将帥峯）と呼んだという。白頭山密営は1980年代後半に金日成によって「再発見」されたとされ、1987年に密営跡地に丸太小屋が「再建」されたのを皮切りに、翌1988年には近くにある標高1,793メートルの山の名称を正式に「正日峰」に改めた。
こうして、白頭山の聖地化が今も進められており、「遺訓政治」を掲げる金正恩もみずから「白頭血統」に属することを主張している。